# Għargħur
Ħal Għargħur Málta egyik helyi tanácsa, egy kiemelkedő ponton áll a nagy sziget középső részén, jó minőségű termőföldekkel körülvéve. Lakossága 2389 fő. Neve valószínűleg Szent György olasz nevének (Gregorio) elferdített változata. Ritkán használt írásmódja Gargur. Ide tartozik az egykori Baħar iċ-Ċagħaq község központi része.

## Története
Legkorábbi emlékeit föníciai sírok, és néhány római maradvány, köztük egy olajprés alkotják, utóbbit ma a rabati múzeumban őrzik. Az arab időre egy, a Triq il-Ġdidán található – állítólag – arab ház emlékeztet.
1223-ban az olaszországi Celano lakosságát II. Frigyes Máltára telepítette, ők lettek Ħal Għargħur első lakói is. A közeli barlangok is lakóhelyül szolgáltak, a kisebbikben 1454-es évszámot véstek a falba. 1419-ben a milícia (id-Dejma) összeírásában ugyanakkor már szerepel a település. A középkori dokumentumok Casal Gregorio vagy Casali Grigori néven utalnak rá. 1575-ben egy püspöki látogatás alkalmával öt kápolnát említenek a községben. 1598-ban aztán a hívek nagy számára való tekintettel Ħal Għargħur függetlenné vált Naxxar egyházközségétől, ám Naxxar idős plébánosára való tekintettel az elválás a gyakorlatban csak annak halála után, 1610. július 10-én történt meg Mostával együtt. 1718-ban Brichelot és Bremond térképén C(asal) Garcure néven szerepel. Az új plébániatemplomot 1736-ban szentelték fel.
A brit uralom idején a környező dombokon erődítések épültek (1880 körül), ezek közül Madliena őrhelye ma is látható. A domb lábánál kezdődött a Victoria Lines erődítményrendszere.
Az 1960-as évekig a község zárkózott életet élt, csak ekkor kezdtek idegenek beköltözni. Madliena 1965-ben átkerült Swieqi igazgatása alá. 1994 óta Málta egyik helyi tanácsa.

## Önkormányzata
Għargħurt ötfős helyi tanács irányítja. A jelenlegi (6.) tanács 2012-ben lépett hivatalba. Eddigi egyetlen polgármestere Mario Gauci (Nemzeti Párt, 1994 óta).

## Nevezetességei
- Plébániatemplom: A Tumas Dingli tervezte, dór elemekkel tarkított barokk templom 1736-ban készült el, homlokzatát 1743-ban építették.
- Keresztelő Szent János-kápolna: a település legidősebb temploma, állítólag 1223-25 körül épült
- Victoria Lines: a 19. század végén épült erődítményrendszeren ma hosszas sétákat tehetünk,[4] innen kitűnő kilátás nyílik észak felé a tengerpartra is.
- Semaphore Tower: 1844 után a britek távíróhálózatot építettek ki a szigeteken (Valletta, Għaxaq, Selmun Palace, Qala és a Ta' Ġurdan-domb között). A rendszert 1883-ban állították le. A felújított tornyot 2009. július 12-én adták át[5]

## Kultúra
Band clubja az Għaqda Filarmonika San Bartilmew.

## Sport
Labdarúgó-csapata az Għargħur FC, a máltai másodosztály, a Division 1 tagja.

## Közlekedése
Autóval leggyorsabban Naxxar felől érhető el. 
Buszjáratai (2011. július 3 után):
- 21 (Valletta-Mosta)
- 23 (Valletta-Għajn Tuffieħa)
- 31 (Valletta-Buġibba)
- N21 (éjszakai, San Ġiljan, körjárat)
- N32 (éjszakai, San Ġiljan-Għargħur)

## Híres szülötte
- Boldog Duminku Mifsud O.F.M.